# Azijski kup u hokeju na travi za žene 2004.
5. Azijski kup u hokeju na travi za žene se održao 2004. godine.
Krovna međunarodna organizacija pod kojom se održalo ovo natjecanje je bila Azijska hokejska federacija.

## Mjesto i vrijeme održavanja
Održalo se u indijskom gradu New Delhiju 2004., po drugi put uzastopce.

## Borbe za odličja
U borbe za odličja su ušle domaćinke Indija, Japan, J. Koreja i Kina.

## Završni poredak prve četiri
| Mj. | Djevojčad |
| --- | --------- |
| 1.  | Indija    |
| 2.  | Japan     |
| 3.  | Kina      |
| 4.  | J. Koreja |

| Osvajačice Azijskog kupa 2004. |
| ------------------------------ |
| Indija Prvi naslov             |

## Nagrade i priznanja
| najbolji strijelac | najbolja igračica | najbolja vratarka |
| ------------------ | ----------------- | ----------------- |
|                    |                   |                   |

## Vanjske poveznice
- (engl.) Azijski kup